# Charles E. Dietrich
Charles Elmer Dietrich (* 30. Juli 1889 in Tunkhannock, Wyoming County, Pennsylvania; † 20. Mai 1942 ebenda) war ein US-amerikanischer Politiker. Zwischen 1935 und 1937 vertrat er den Bundesstaat Pennsylvania im US-Repräsentantenhaus.

## Werdegang
Charles Dietrich besuchte die öffentlichen Schulen seiner Heimat einschließlich der dortigen High Schools. Im Jahr 1907 absolvierte er das Wyoming Seminary in Kingston. Von 1914 bis zu seinem Tod betrieb er ein Lichtspieltheater. Außerdem arbeitete er in der Landwirtschaft. Zwischen 1920 und 1935 war er auch Gerichtsdiener im Wyoming County. Politisch schloss er sich der Demokratischen Partei an. Im Jahr 1932 nahm er als Delegierter an der Democratic National Convention in Chicago teil, auf der Franklin D. Roosevelt als Präsidentschaftskandidat nominiert wurde.
Bei den Kongresswahlen des Jahres 1934 wurde Dietrich im 15. Wahlbezirk von Pennsylvania in das US-Repräsentantenhaus in Washington, D.C. gewählt, wo er am 3. Januar 1935 die Nachfolge des Republikaners Louis Thomas McFadden antrat. Da er im Jahr 1936 nicht bestätigt wurde, konnte er bis zum 3. Januar 1937 nur eine Legislaturperiode im Kongress absolvieren. 1935 wurden erstmals die Bestimmungen des 20. Verfassungszusatzes angewendet, wonach die Legislaturperiode des Kongresses jeweils am 3. Januar endet bzw. beginnt. Während Dietrichs Zeit im Kongress wurden dort weitere New-Deal-Gesetze der Roosevelt-Regierung verabschiedet.
Nach seiner Zeit im US-Repräsentantenhaus nahm Charles Dietrich seine früheren Tätigkeiten wieder auf. Er starb am 20. Mai 1942 in seinem Geburtsort Tunkhannock, wo er auch beigesetzt wurde.